# Орден святого Георгія (яйце Фаберже)
«Орден святого Георгія» — великоднє яйце, виготовлене фірмою Карла Фаберже на замовлення російського імператора Миколи II. Було подароване імператриці Марії Федорівні на Великдень 1916 року.

## Опис
Яйце вкрите прозорою перламутровою емаллю і драпіроване рельєфною стрічкою Імператорського Ордену святого Георгія, яка виконана чорною і прозорою помаранчевою емаллю. Зверху яйця розміщена монограма Марії Федорівни із накладного срібла, знизу — дата «1916». Вони оточені вінками із листя та ягід із зеленої та червоної емалі.
Яйце встановлюється у срібну позолочену підставку з чотирма ніжками у вигляді тонких завитків.

## Історія
Імператор Микола II був нагороджений орденом Святого Георгій 4-го ступеня 25 жовтня 1915 року. Невдовзі, наприкінці 1915 року, фірма Фаберже отримала замовлення на яйце «Орден святого Георгія».